# Бевз, Сергей Семёнович
Сергей Семёнович Бевз (15 января 1921, Панинский район, Центрально-Чернозёмная область — 26 апреля 1982, Москва) — советский военный, государственный и партийный деятель. Вице-адмирал (1972).

## Биография
Родился в 1921 году в селе Шарко-Бакумовка.
С 1940 года — на военной службе, общественной и политической работе. В 1940—1982 годах в рядах ВМФ СССР. Курсант, командир отделения, секретарь комсомольского бюро 185-го отдельного железнодорожного батальона 12-й артиллерийской бригады. 
Участник Советско-японской войны. Парторг курса училища береговой обороны Тихоокеанского флота, заместитель по политической части командира подводной лодки Щ-139 серии Х 20-й дивизии ПЛ, Щ-127 серии Х 1-й бригады ПЛ, Б-14 123-й бригады 40-й дивизии подводных лодок Владимиро-Ольгинской Военно-морской базы.
Заместитель, 1-й заместитель начальника, начальник Политического Управления Тихоокеанского флота. Контр-адмирал (19.02.1968).
Делегат XXIV съезда КПСС в 1971 году.
Начальник политотдела 1-й флотилии атомных подводных лодок Северного флота (1968-1971). 
Делегат XXV съезда КПСС в 1976 году.
Начальник политического отдела - заместитель по политической части начальника Главного штаба ВМФ. Вице-адмирал (2.11.1972).
Избирался депутатом Верховного Совета РСФСР 9-го созыва с 1975 по 1980 год.
Погиб 26 апреля 1982 года в Москве. Похоронен на Кунцевском кладбище.

## Награды
- Орден Красной Звезды (27.11.1945)[2],
- Орден Красной Звезды (1954),
- Орден Красного Знамени (31.10.1967),
- Орден Красной Звезды (1968),
- Орден Октябрьской революции (21.2.1974)
- Орден «За службу Родине в Вооружённых Силах СССР» 3-й ст. (30.4.1975)
- Орден Трудового Красного Знамени (21.2.1978)

Иностранные
- Медаль «За укрепление дружбы по оружию» III степени - бронза ЧССР[2]